# Tragopogon crocifolius

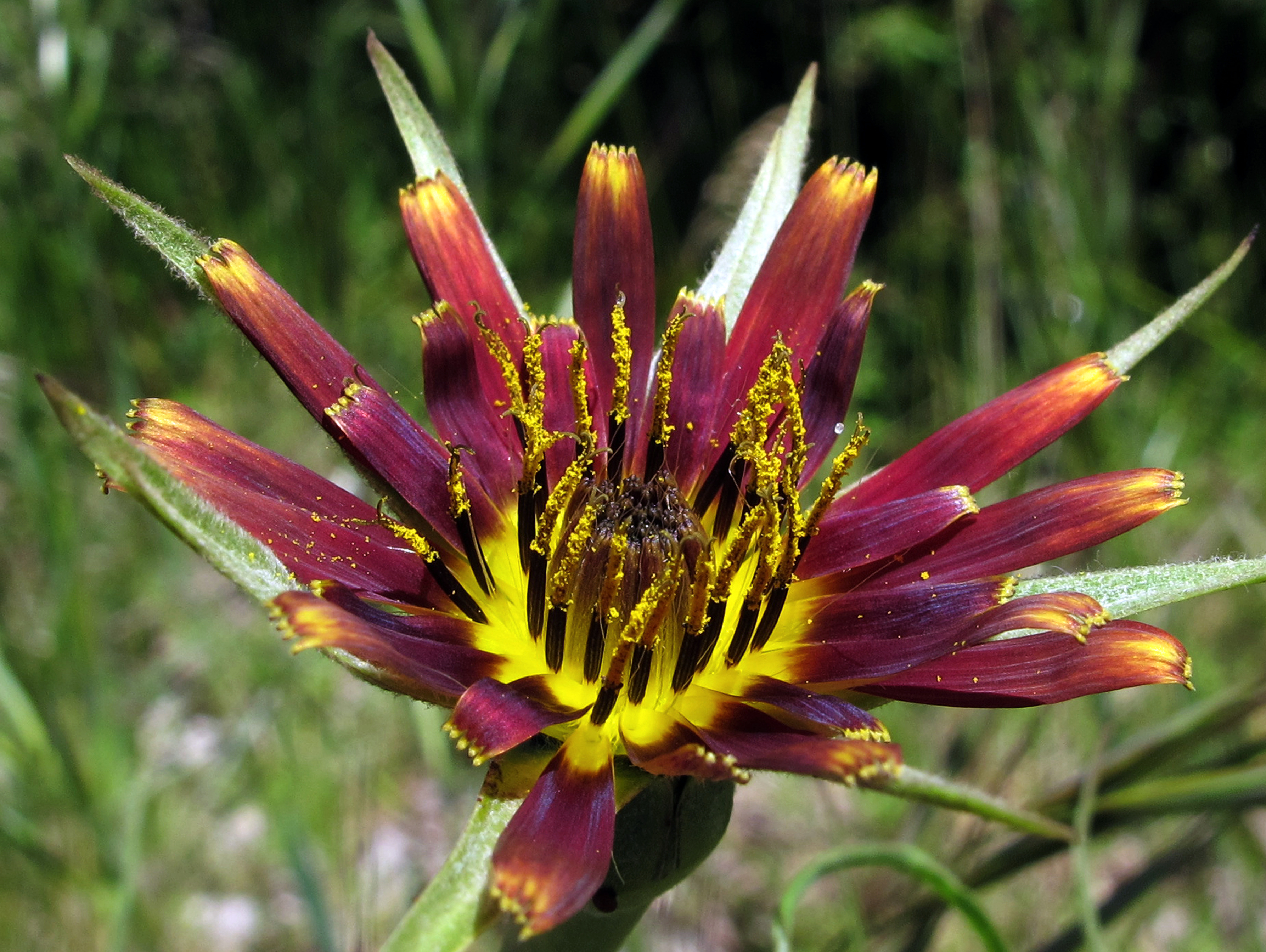
Capítulo en antesis

Tragopogon crocifolius, comúnmente conocido como barbaja , salsifí de color, teta de vaca, entre otros, es una especie de planta anual o bienal herbácea del género Tragopogon de la familia de las asteráceas.

## Descripción
Es una especie anual o bienal, de raíz fusiforme y con tallos simples o ramificados de 10-80 cm de alto. La hojas, estrechamente lineares, son algo más anchas en sus bases. El pedúnculo floral no es inflado en su parte distal, por debajo del involucro que tiene 5-12 brácteas 1/3 más largas que las flores. Las lígulas externas son de color violeta con bases amarillas, o inusualmente, enteramente de uno u otro color, mientras las internas son amarillas y raramente violetas. Las cipselas, de unos 2 cm de largo, tienen el cuerpo más o menos tuberculado con un  fuerte pico, igual de largo que el cuerpo, terminado por un anillo apical glabro o pubescente coronado por un vilano de unos finos pelos plumoso.

## Distribución y hábitat
Nativa y endémica del Mediterráneo occidental (Francia, península ibérica, Italia, incluida Sicilia, Marruecos y Argelia); introducida en Noruega y Suecia.

Dispersa en toda la península ibérica, sobre todo en la mitad septentrional de España; ausente de las Islas Baleares y de las Islas Canarias; escasa en Portugal.

## Taxonomía
La especie ha sido descrita originalmente  por Carlos Linneo en  y publicado en Systema Naturae, Editio Decima, p. 1191 en 1759.
Etimología
- Tragopogon: prestado del latín trǎgŏpōgōn, -ōnis, vocablo derivado directamente del griego τραγοπώγων y compuesto por los vocablos τράγοζ, -ου, cabra, chivo, y πώγων, -ώνος, barba; o sea «barba de chivo», por el penacho de pelos plumosos blancos del vilano que sobresalen en el ápice de las inflorescencias, casi siempre cerradas, y que se asemejan a la barbilla del macho cabrío.[5] Empleado por Plinio el Viejo en su Naturalis Historia (27, 142) con el mismo significado y que lo considera sin la menor utilidad.[6][7][8]
- crocifolius: del latín crocŭs, -i, derivado del griego χρόχoς, el azafrán y fōlīum, -ǐi, hoja, «con hojas de azafrán», por el parecido de sus hojas con las de dicha planta.[6]

Subespecies aceptadas
- Tragopogon crocifolius subsp. nebrodensis (Guss.) Raimondo
- Tragopogon crocifolius subsp. samaritanii (Heldr. & Sart.) I.Richardson[9]

Sinónimos
- Tragopogon parviflorus Hornem.
- Tragopogon crocifolius var. flocculosus DC.
- Tragopogon flaviflorus (Willk.) Willk.
- Tragopogon crocifolius var. flaviflorus Willk.[9]

Citología
Número de cromosomas: 2n=12.

## Híbridos
Están aceptados los híbridos siguientes:
- Tragopogon × duarius Chenevard, Bull. Trav. Soc. Bot. Genève, n.º 9, p. 130, 1899, del valle de Cogne (Valle de Aosta, Italia), con T. crocifolius y T. major ? como parientes («Fleurs jaunes du T. major avec le bout des ligules violet. Akènes peu scabres et à becs courts comme dans le T. crocifolius. Largeur des feuilles intermédiaire de ces deux espèces. Avec les parents présumés, dans les prairies entre Epinel et Crétaz. (Flores amarillas del T. major con el ápice de las lígulas de color violeta. Cipselas poco escabridas y con pico corto como en T. crocifolius. Anchura de las hojas intermediaria entre estas dos especies. Cohabita con los presuntos parientes, en los prados entre Epinel y Cretaz.)».[11][1][9][12]

- Tragopogon × lacaitae Rouy, Flore de France, t. XIV, p. 515: additions et observations al t. X, p. 6, 1913, descendiente de T. dubius y T. crocifolius descrito del Puerto de Glaire (Municipio de Veynes) a 1770 m de altitud, cerca de Gap, en los Altos Alpes de Francia, y así descrito: «Port et feuilles du T. crocifolius L. , dont il se distingue par: Pédoncules visiblement mais brièvement claviformes-fistuleux (3 1/2 mm de diamètre sous la calathide); përicline à 8 folioles un peu plus courtes que les fleurs, les folioles interieures du péricline bordées de noir; ligules toutes jaunes interieurementt, rougeàtres sur la face externe seulement (et non purpurines sur les 2 pages)(...) près de quelques pieds de T. dubius et non loin de nombreux pieds de T. crocifolius.»[13][14][11][1][9]

## Nombres vernáculos
- Castellano: barba cabruna con hojas de azafrán, barbaja (3), salsifí, salsifí de color, teta de vaca, tetas de vaca, teticas, teticas de vaca, tetilla de vaca, tetillón. Las cifras entre paréntesis reflejan la frecuencia del uso del vocablo en España.[3]